# Enregistrament d'àudio de realitat 360
L'enregistrament d'àudio de realitat 360, una de les noves tecnologies sorgides el segle XXI, és una forma de gravació d'àudio que capta i reprodueix la noció espacial. Aquest es basa en l'escolta binaural humana, que permet al sistema auditiu localitzar la font sonora, per facilitar la transmissió sonora en 360° (també anomenada gravació "d'àudio en 3D").
D'aquesta manera, l'oient pot ubicar la procedència i direcció del so de l'àudio que està escoltant quan aquest es gravà, prenent com a punt de referència l'instrument a través del qual s'enregistrava. Això crea un paral·lelisme entre l'oient i el micròfon. És a dir, situa el primer en el lloc del segon, com si aquest el substituís. L'única diferència és que en coptes de captar el so, l'usuari l'escolta i interpreta.
Aquest tipus de gravació d'àudio i música necessita uns aparells d'enregistrament capaços de captar la característica espacial, així com d'aparells de reproducció, que tot i que no han de gaudir de característiques concretes (poden ser els auriculars habituals), la seva qualitat d'experiència i de la localització espacial sí que és directament proporcional a la seva qualitat en referència a la reproducció sonora.

## Aparells d'enregistrament
Els dispositius d'enregistrament d'àudio de realitat 360 no necessiten cap software concret, tot i que alguns dels fabricants d'aquest tipus de micròfons de gravació n'ofereixin. Aquests aparells permeten definir la localització auditiva horitzontal (diferents graus laterals entre esquerra i dreta), vertical (diferents graus amunt i avall), i la llunyania (diferents nivells de proximitat) respecte a l'oient.
Alguns dels aparells d'enregistrament d'àudio de realitat 360 són, entre altres:
1. 8 Capsule Spatial Mic, de Voyage Audio[4]
2. 360 Microphone for 3D Audio Recording in VR, de VRTonung[5]
3. KU 100 Dummy Head, de Neumann[6]
4. RØDE NT-SF1, de Rode[7]
5. ZYLIA PRO, de Zylia[8]
6. Free Space Pro II Binaural Microphone, de 3Dio[9]

D'aquesta manera, en gravar el so o fragment musical, es mapa aquesta informació (tonalitat, textura, intensitat, volum, etc. del so) en un espai esfèric. Això, és un avenç important respecte l'stereo, el sistema utilitzat habitualment i que potser en un futur es podria anar reemplaçant per aquest, i el surround sound. Les característiques del so registrades, tals com la distància i angle, permetran llavors reproduir la música tal com els artistes l'havien imaginat i creat.

## Aparells de reproducció
Tot i que no es necessiten uns dispositius especialitzats per reproduir aquest tipus de gravacions, hi ha algunes empreses que han iniciat el desenvolupament d'auriculars específics que pretenen millorar la qualitat en referència a la ubicació espacial. Aquests aparells més especialitzats i concrets han vist la llum sobretot amb el llançament al mercat per part de la companyia Sony de diversos productes basats en les tècniques d'enregistrament d'àudio de realitat 360.
Algunes de les dues grans empreses que han començat a comercialitzar articles tecnològics d'aquest caire, entre d'altres, són:
1. Sony
2. Dolby

D'aquestes dues marques, Sony hi mercantilitza sota el concepte "360 Reality Audio" (de l'anglès "Àudio de realitat 360") i Dolby sota "Dolby Atmos" o "Music Dolby Atmos, 360 Reality Audio", establint així el conveni de com s'ha començat a anomenar aquesta nova realitat "360 Reality Audio".
Cal destacar que, en el cas d'altaveus, és aconsellable tenir un dispositiu compatible amb aquest nou format, ja que l'origen del so prové d'un font molt allunyada a l'oïda, que no permet una localització sonora gaire clara.

## Àudio de realitat 360 Sony
Aquesta empresa no només ha creat productes materials basats en aquesta nova tecnologia, sinó que ha generat un nou format d'àudio partint de les seves bases. La companyia treballa amb diversos segells discogràfics de rellevància, entre ells Sony Music Entertainment, Universal Music Group i Warner Music Group; plataformes de reproducció en línia i altres corporacions relacionades amb la música.
El format es basa en la tecnologia d'àudio espacial partint de l'objecte de Sony, que des de 2019 ha adquirit plataformes de streaming col·laboradores i productes compatibles, com els que ja s'han vist. Aquest nou tipus d'àudio pretén situar l'oient en l'estudi de gravació o concert en el qual es podria està duent a terme la interpretació del que escolta.
L'Àudio de realitat 360 Sony s'ha construït utilitzant l'estàndard d'Àudio MPEG-H 3D obert, que ha set optimitzat per la reproducció musical. Admet fins a 64 canals de sortida i permet fer ús de diferents mètodes de codificació d'àudio. Com en l'enregistrament d'àudio de realitat 360, els enginyers poden mapar i ubicar qualsevol classe de so, incloent-hi veus i instrumentació, fins i tot una audiència en directe, en qualsevol punt de l'espai esfèric 360 i controlar diversos paràmetres.
Amb tot això, l'empresa ha afegit capacitats de transmissió de vídeo a l'àudio de realitat 360 Sony i ha desenvolupat un software de creació de contingut anomenat "360 Reality Audio Creative Suite".
Algunes de les plataformes en què es pot escoltar aquest tipus d'àudio són:
1. Deezer (que ha fet el llançament de "360 Sessions")
2. Tidal
3. Amazon Music HD
4. nugs.net

## Artistes que utilitzen l'àudio de realitat 360
Hi ha diversos artistes que ja han utilitzat aquestes innovacions recents, després que les seves creacions i antigues cançons haguessin passat per un període de proves en el qual han estat mesclades i optimitzades pel servei, que no requereix que els usuaris tinguin cap mena de software o hardware addicional per poder utilitzar-lo. Una dels músics que passà per aquest procés va ser Alicia Keys a Amazon Music (que s'ha associat amb Sony per poder gaudir d'aquesta tecnologia). La cantant i compositora afirmà: "Crear aquestes "mescles d'àudio espacial" ha estat una revelació de moments inoblidables- petits detalls que defineixen una cançó, però que al final solen quedar amagats en la mescla. Estic molt orgullosa dels resultats.", fent referència al conjunt d'ones sonores (resultants de ressonàncies, gestos inevitables dels creadors, sovint accidentals, etc.) que s'escapen al públic molt sovint, o, com a mínim, no hi arriben amb la mateixa força ni de la mateixa manera en la qual ho han viscut els pròpis artistes i que, per tant, pretenen transmetre.
Altres músics que han partit d'aquesta tècnica per reformular el seu contingut han estat Pink Floyd (també a la plataforma de streaming Amazon Music), Coldplay, o Zara Larsson, entre d'altres.

## Ús de l'àudio de realitat 360 a Catalunya
A Catalunya també hi ha hagut artistes que s'han basat en la tecnologia de l'àudio en 360° com a font d'inspiració pels seus àlbums. Un exemple en són els concerts de Nico Roig del seu disc de l'abril de 2020 "Yo siempre sueño que sí". Aquests són concerts en format 3D amb so binaural en els quals el micròfon té la forma del cap d'una persona, perquè d'aquesta manera els artistes puguin saber on han de tocar i els espectadors puguin entendre el paral·lelisme entre el que veuen i el que senten, ja que aquests escolten els concerts a través d'auriculars. Així és com el públic es posa en el lloc de l'autor mentre escrivia l'àlbum.